# Определение планеты
Античное определение планет как «блуждающих звёзд» с самого начала было неоднозначным. На протяжении своего существования это слово обозначало множество различных вещей, часто имея несколько значений в одно и то же время. На протяжении тысячелетий использование этого термина никогда не было строгим, расплывчатое понятие планеты то включало, то исключало из себя множество различных объектов от солнца и луны до спутников и астероидов. С развитием знания о Вселенной слово «планета» также меняло своё значение, отбрасывая старые значение и приобретая новые, однако так и не получило чёткого и конкретного определения.
К концу 19-го столетия слово «планета» так и не получив чёткого определения, тем не менее стало удобным распространённым термином. Оно применялось только к объектам солнечной системы, которых было так мало что все различия могли рассматриваться в индивидуальном порядке. Ситуация изменилась в 1992 году, когда астрономы стали обнаруживать все больше и больше объектов, находящихся за орбитой Нептуна, а также сотни объектов, вращающихся вокруг других звёзд. Эти открытия не только увеличили количество потенциальных планет, но также расширили многообразие их характеристик.
Некоторые были достаточно велики чтобы быть звёздами, а некоторые были меньше нашей Луны. Эти открытия вызвали многочисленные споры о том, что такое «планета».
Четкое определение «планеты» понадобилось в 2005 году, когда был открыт транснептуновый объект Эрида, второй по величине после Плутона — наименьшей среди признанных на тот момент планет. В 2006 году Международный астрономический союз (МАС), признаваемый астрономами всего мира в качестве института, отвечающего за вопросы систематизации наименований и терминологии, огласил своё решение по этой проблеме. Новое определение применяется только к объектам Солнечной системы и устанавливает, что планета есть тело, вращающееся вокруг Солнца, достаточно массивное, чтобы иметь шарообразную форму под воздействием собственной гравитации, кроме того, должное иметь вблизи своей орбиты «пространство, свободное от других тел». В соответствии с новым определением Плутон, наряду с другими транснептуновыми объектами, больше не считается планетой. Данное решение МАС не устранило всех противоречий и, хотя многие учёные согласились с принятым определением, часть астрономического сообщества отрицает его.

## История

### Планеты в античности

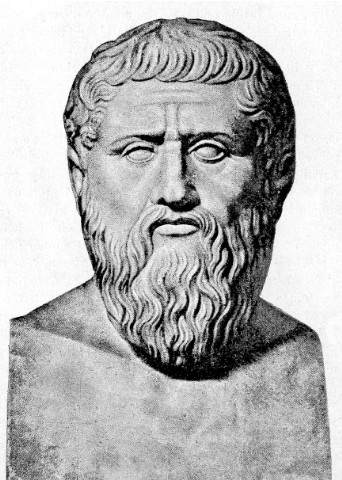
Философ Платон

Хотя знания о планетах уходят в глубь веков и наличествовали у всех цивилизаций, само слово «планета» — древнегреческое. Греки верили, что Земля неподвижна и находится в центре вселенной, а небо и всё, что на нём видно, вращается вокруг Земли. Греческие астрономы ввели термин πλάνητες αστέρες, «блуждающие звёзды», для описания отличия звездоподобных объектов, перемещающихся в течение года, в отличие от asteres aplanis, «неподвижных звёзд», которые были неподвижны друг относительно друга. Пять тел, ныне называемых планетами, известные древним грекам — те, которые видны невооруженным глазом: Меркурий, Венера, Марс, Юпитер и Сатурн.
Греко-римская космология обычно рассматривала семь планет, включая в список и Солнце с Луной (традиционно так же поступает современная астрология); однако, здесь не было единой точки зрения — некоторые астрономы выделяли их в отдельную группу.

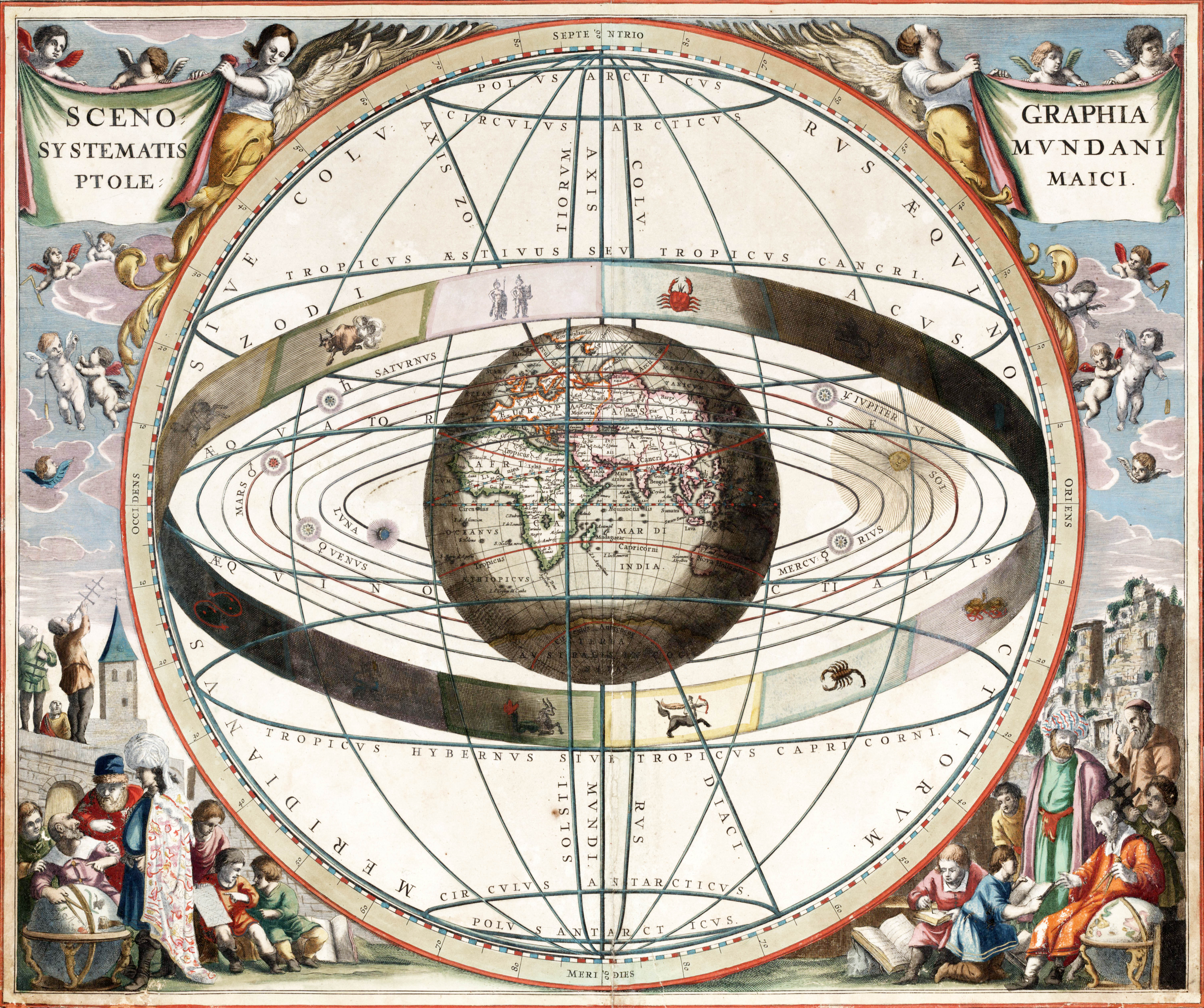
Представление планет до принятия гелиоцентрической модели.

В диалоге Timaeus (Тимей), написанном около 360 до Н. Э., Платон пишет: «Солнце и Луна и пять других звёзд, называемых планетами». Аналогичные формулировки можно встретить также у его ученика Аристотеля.
В Альмагесте, работе второго века Клавдия Птолемея упоминается «о Солнце, Луне и пяти планетах». Гай Юлий Гигин явно указывает на «пять звёзд, называемых блуждающими, которые греки называли планетами».
Точка зрения о семи планетах встречается у Цицерона в Somnium Scipionis, около 53 до н. э., в которой дух Сципиона утверждает «семь небесных сфер содержат планты, по одной планете на сферу, и вращаются в соответствии с вращением небес». В своей Естественной истории, написанной в 77 н. э., Плиний Старший пишет «о семи звёздах, которые мы называем планетами из-за их движений, ибо никакие звёзды не движутся кроме них».

### Планеты вСредневековье

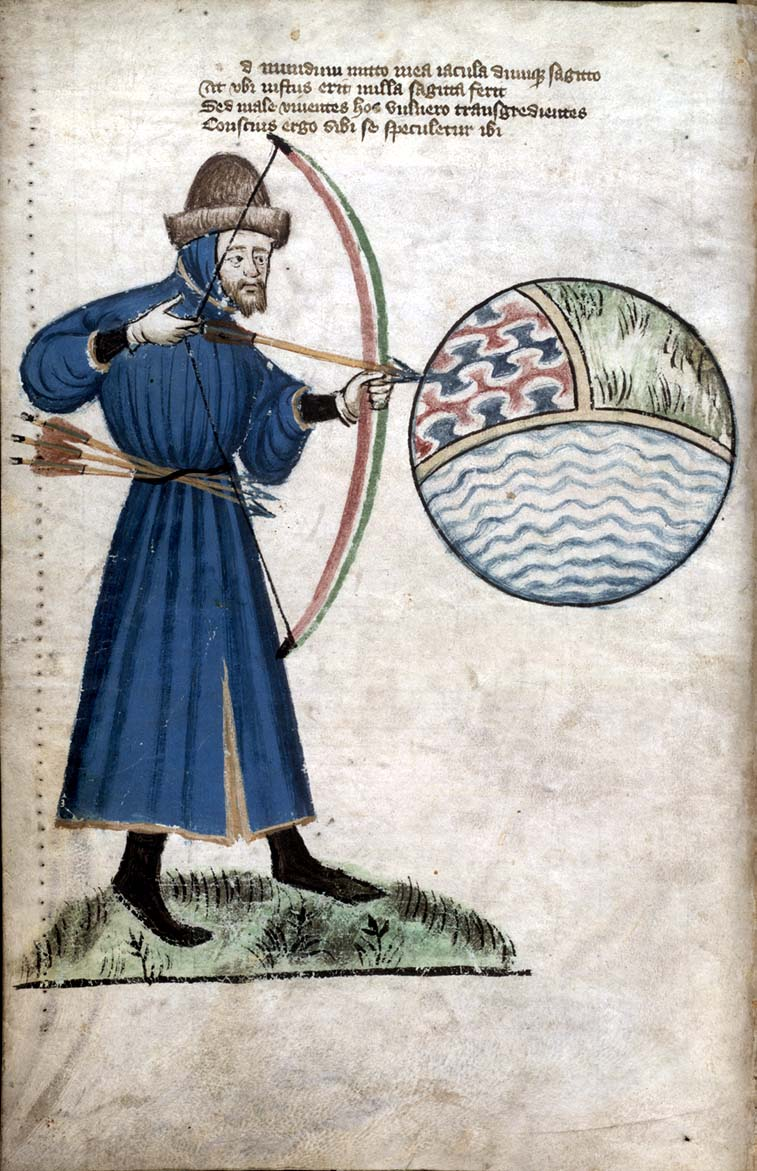
Джон Гауэр

Авторы Средневековья и Ренессанса в основном придерживались представления о семи планетах. Средневековое введение в астрономию, De sphaera mundi Сакробоско, включает Солнце и Луну в список планет, более сложная Theorica planetarum носит подзаголовок «теория семи планет», в то время как инструкции к Альфонсианским таблицам показывает, как «найти значение солнца, луны и остальных планет». В Confessio Amantis, поэт XIV века Джон Гауэр, упоминая о планетах и их связях с алхимией, пишет «Of the planetes ben begonne / The gold is tilted to the Sonne / The Mone of Selver hath his part…» (Из свершенных планет / Дано Солнцу злато / Луна же часть свою имеет серебром), показывая, что Солнце и Луна также считаются планетами. Даже Николай Коперник, отвергавший геоцентрическую модель, иногда утверждал, что Солнце и Луна — планеты. В его труде О вращении небесных сфер, он явно разделяет «солнце, луна, планеты и звёзды»; однако в посвящении работы римскому папе Павлу III Коперник пишет «движения солнца и луны… и пяти остальных планет». Протопоп Аввакум писал про «пять звезд заблудных» (славянская калька с греческого слова «планета»), но вместе с тем «заблудницей» (то есть планетой) называет и Луну.

### Земля

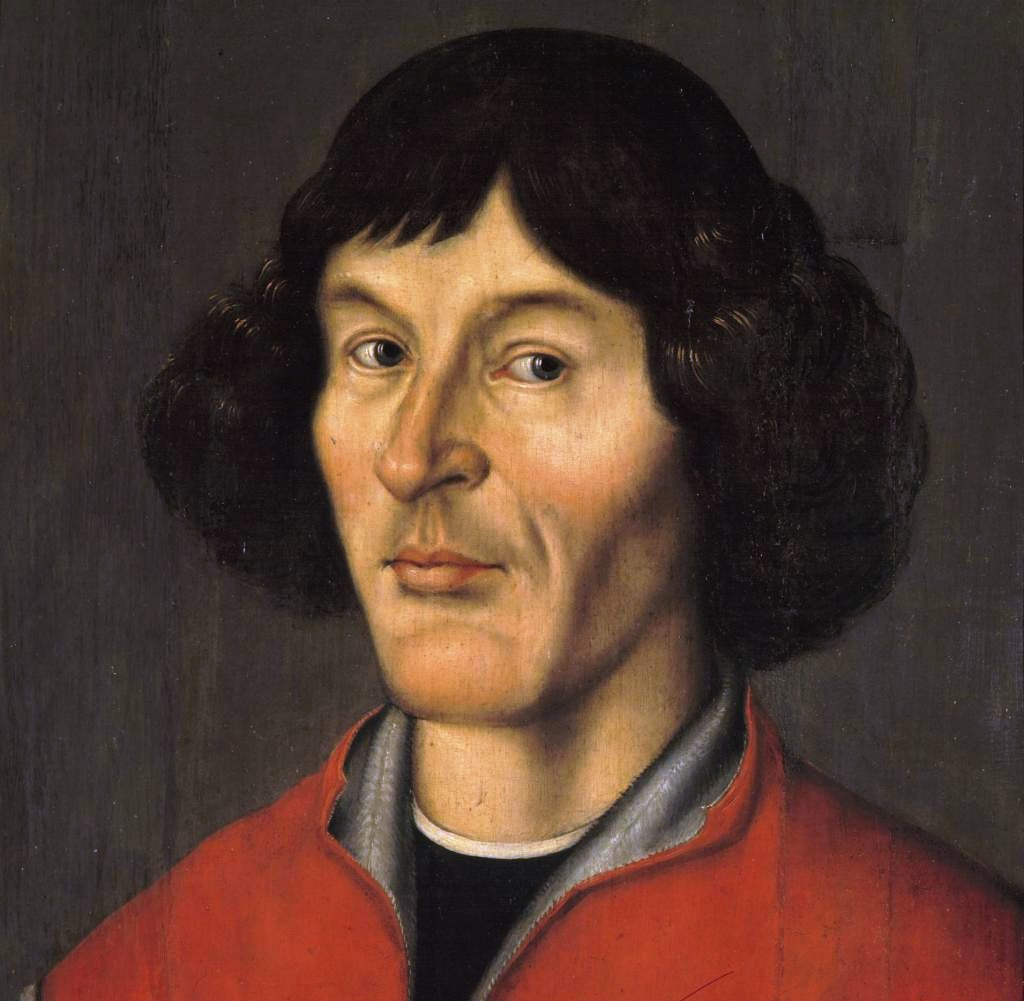
Коперник

Когда гелиоцентрическая система Коперника стала преобладать над геоцентрической, Земля стала считаться планетой, в то время как Солнце и Луна были выведены из этого понятия, что потребовало коренного пересмотра понятий. Как писал Томас Кун, историк науки:
Коперниканцы, не применявшие традиционное название «планета» в отношении Солнца … поменяли значение этого слова так, что оно могло и далее применяться для обозначения небесных тел, но теперь они рассматривались в другом свете… Что касается Луны, человек, перешедший в ряды коперниканцев, мог сказать 'Я считал, что луна — планета (либо смотрел на неё так), но я ошибался.'
Коперник называет Землю планетой во Вращении небесных сфер, где он пишет, «Предполагая движение, которое я приписал Земле далее по тексту, после долгих изучений я обнаружил, что движение других планет действительно коррелирует с вращением Земли…» Галилей также неявно предполагал Землю планетой в своём «Диалоге о двух системах»: «Земля, как и луна или любая другая планета, должна быть среди тех природных тел, которые движутся по кругу».

### Новые планеты

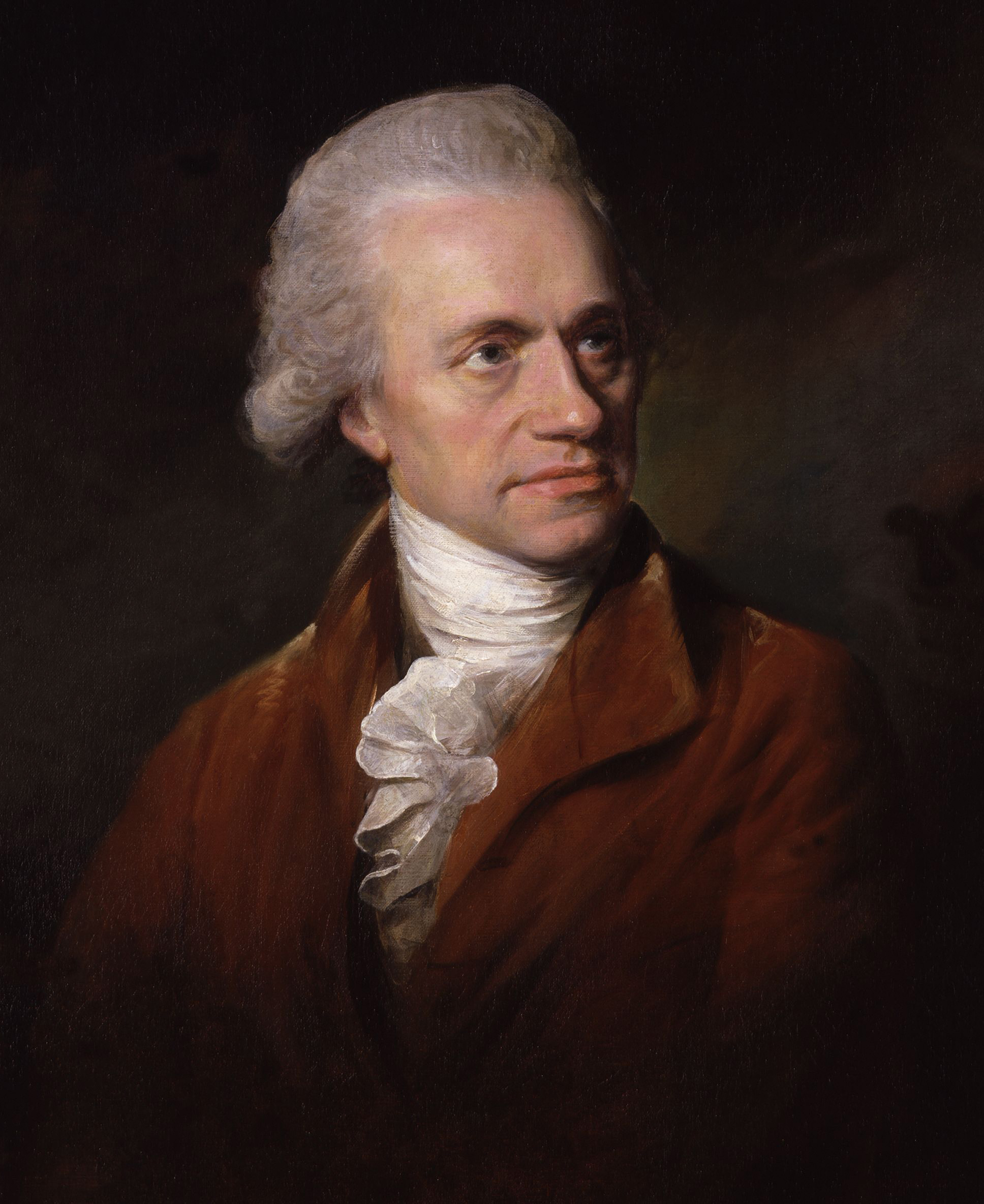
Уильям Гершель, первооткрыватель Урана

В 1781 году астроном Уильям Гершель исследовал небо в поисках объектов с видимым параллаксом и обнаружил объект в созвездии Тельца, который он посчитал кометой. В отличие от звёзд, которые оставались точками даже при высоком увеличении телескопа, этот объект увеличивался пропорционально увеличению телескопа. О том, что этот странный объект может быть планетой, Гершель и не думал — все известные планеты были описаны ещё греками и никаких открытий, изменяющих эту модель, не было. Астероиды тогда ещё не были известны, и единственные движущиеся объекты, наблюдаемые с помощью телескопов на то время, были кометы. Но в отличие от комет, этот объект двигался по практически круговой орбите и лежал в плоскости эклиптики. До того, как Гершель сообщил об открытии «кометы», его британский коллега Невилл Маскелин написал ему: «Я не знаю, как это назвать. Оно больше похоже на планету, движущуюся по круговой орбите, чем на кометы, имеющие большие эксцентриситеты. Я не видел комы или хвоста». «Комета» была также очень далеко, гораздо дальше от Солнца, чем расстояние, на котором кометы обычно становятся видны. Впоследствии тело было признано седьмой планетой и названо Уран — отец Сатурна в римской мифологии.
Гравитационные искажения в движении Урана по орбите привели к обнаружению в 1846 году Нептуна, а предполагаемые нерегулярности в движении последнего привели к поискам и обнаружению Плутона в 1930 году. В 1989 году, «Вояджер 2» решил проблему, связанную с неправильной оценкой массы Нептуна.

### Спутники

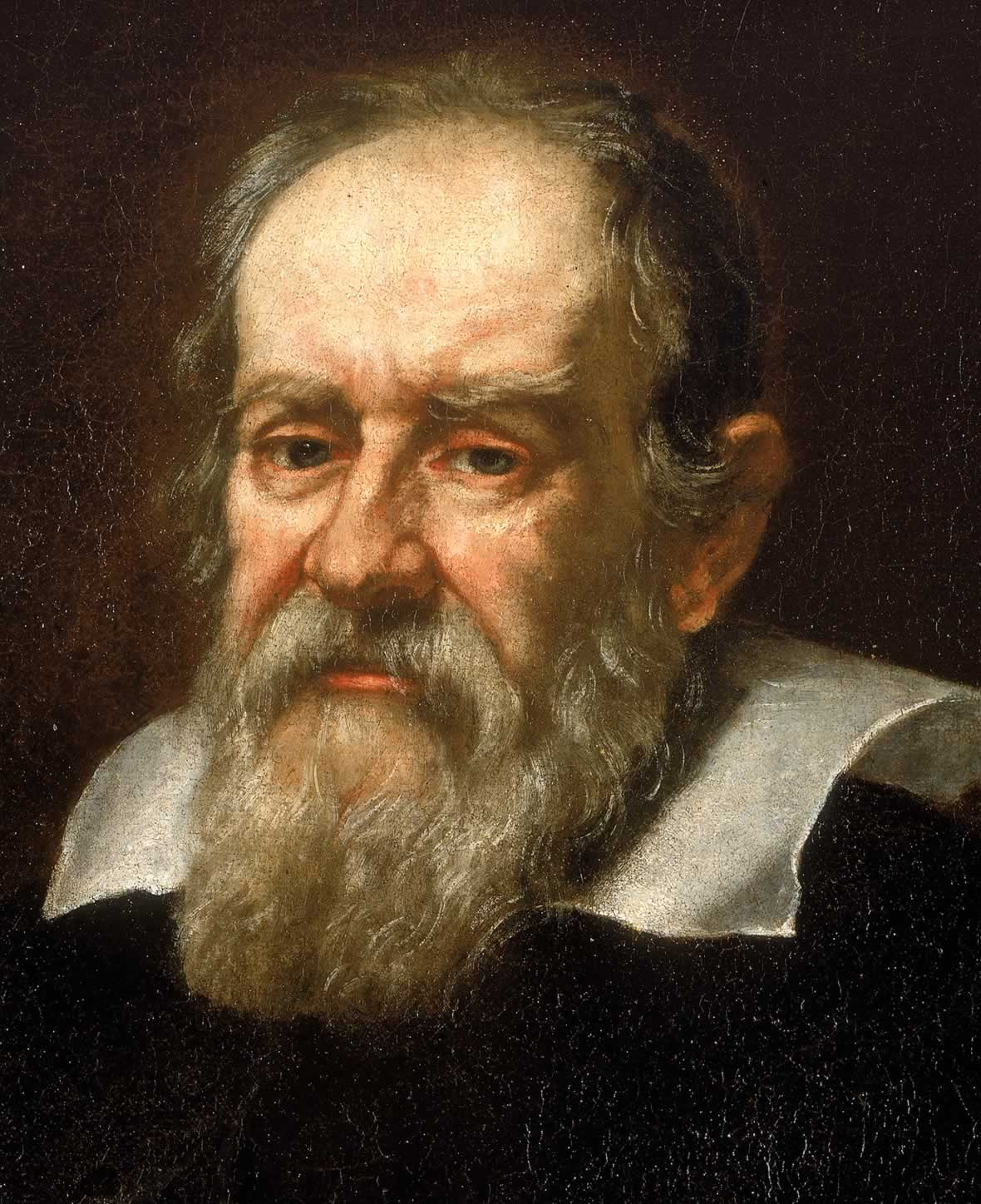
Галилео Галилей

Когда Коперник перевёл Землю в разряд планет, он также поместил Луну на орбиту вокруг неё, тем самым присвоив ей статус естественного спутника, первого открытого. Когда Галилео Галилей открыл четыре спутника Юпитера (1610), он тем самым укрепил доводы Коперника, так как если одна планета имела спутники, почему бы другой планете — Земле — их не иметь. Однако его открытие поставило новый вопрос — следует ли считать эти новые объекты планетами. Галилей изначально назвал их «Медичейские светила», в честь своего покровителя Медичи, но писал о них как о «четырёх планетах, летающих вокруг Юпитера с неравными интервалами и периодами с большой скоростью». Аналогично, Христиан Гюйгенс, после открытия спутника Сатурна Титана в 1655 году, использовал для его описания множество разных терминов, в том числе «planeta» (планета), «stella» (звезда), «Luna» (луна), и современный «спутник». Джованни Кассини, объявляя об открытии Япета и Рея в 1671 и 1672 годах, описывал их как Nouvelles Planetes autour de Saturne («Новые планеты вокруг Сатурна»). Однако, когда «Journal de Scavans» сообщал об открытии Кассини в 1686 году двух новых спутников Сатурна, он называл их исключительно «спутники». Когда Уильям Гершель сообщал об открытии двух объектов на орбите вокруг Урана, он использовал термины «спутник» и «вторичная планета» (secondary planets). Все последующие публикации об открытиях использовали термин «спутник», кроме издания 1868 года, «Smith’s Illustrated Astronomy», где использовался термин «вторичные планеты».